# Masashi Ōtani (Fußballspieler, 1983)
Masashi Ōtani (japanisch 大谷 昌司 Ōtani Masashi; * 17. April 1983 in der Präfektur Gunma) ist ein ehemaliger japanischer Fußballspieler.

## Karriere
Ōtani erlernte das Fußballspielen in der Schulmannschaft der Maebashi Ikuei High School. Seinen ersten Vertrag unterschrieb er 2002 bei den Kashima Antlers. Der Verein spielte in der höchsten Liga des Landes, der J1 League. Für den Verein absolvierte er zwei Erstligaspiele. 2005 wechselte er zum Ligakonkurrenten Albirex Niigata. Danach spielte er bei den Japan Soccer College und Arte Takasaki. Ende 2009 beendete er seine Karriere als Fußballspieler.

## Erfolge
Kashima Antlers
- J.League Cup

Sieger: 2002
Finalist: 2003
- Kaiserpokal

Finalist: 2002